# Zordun Sabir
Zordun Sabir (1937-13 de agosto de 1998) (uigur: زوردۇن سابىر) famoso escritor uigur conocido por su trilogía histórica "Anayurt"(Patria).

## Libros
- Zordun Sabir, Anayurt,(Patria) Almaty: Nash Mir (2006)
- Zordun Sabir, Awral Shamalliri,(Viento de Awral) Urumchi: Shinjang Xelq Neshriyati (1980)
- Zordun Sabir, Ata, (Padre) Urumchi: Shinjang Yashlar-Osmurler Neshriyati (1994)